# Андерссон, Бу
Бу Инге Андерссон (швед. Bo Inge Andersson; род. 16 октября 1955, Фалькенберг) — шведский топ-менеджер. С 23 августа 2021 года генеральный директор АО «UzAuto Motors» и АО «UzAuto Motors Powertrain» в Узбекистане. Ранее президент «Группы ГАЗ» (2009—2013), президент — генеральный директор ПАО «АВТОВАЗ» (2014—2016). С апреля 2016 года возглавлял Bo Group Enterprises. Директор компании Yazaki в Европе, Африке и Северной и Центральной Америке (2017-2021).

## Биография

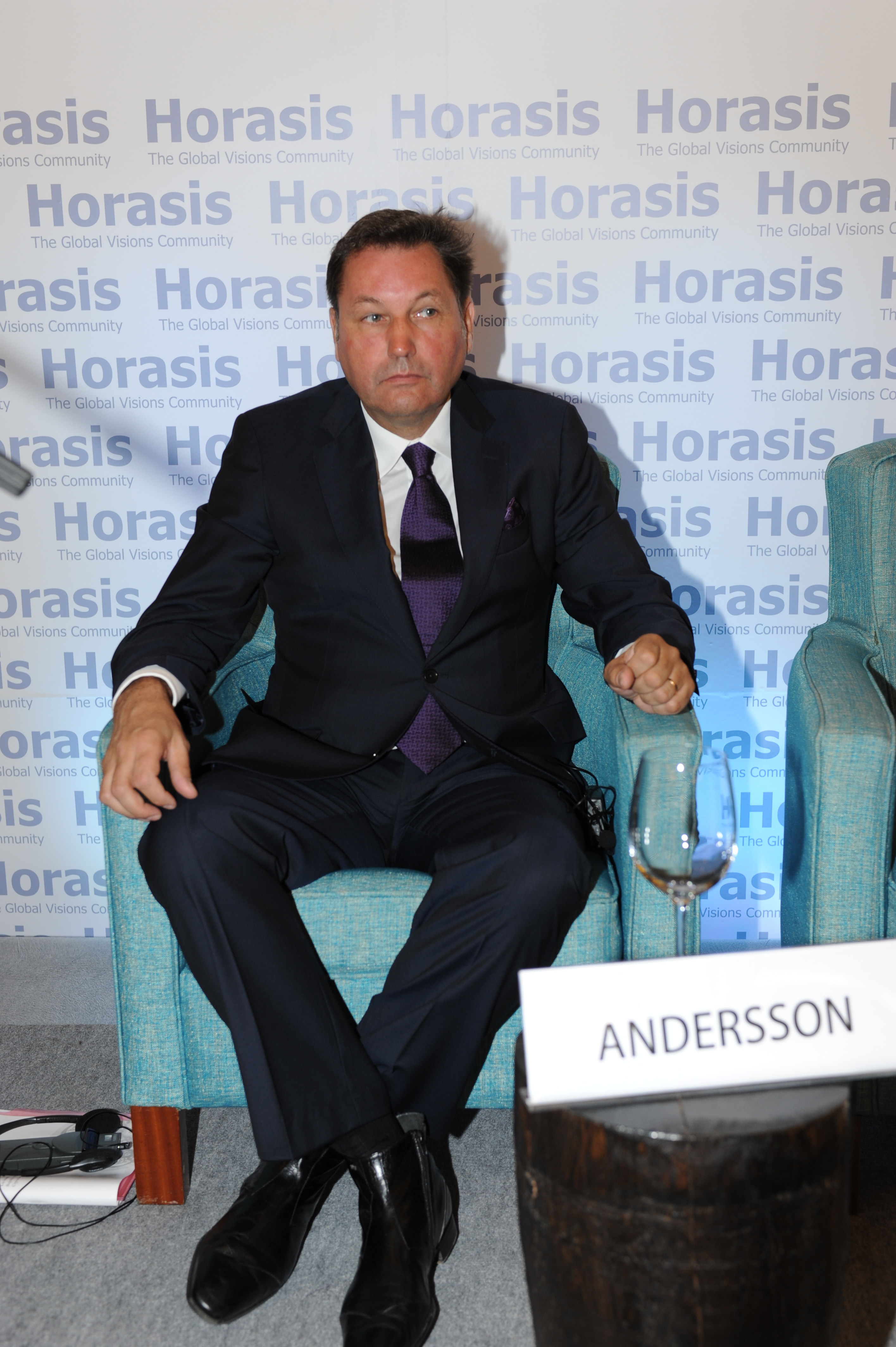
Бу Андерссон АвтоВАЗ

Вырос на юге Швеции, вступил в ряды шведских вооружённых сил в возрасте 19 лет. Является выпускником Военной академии Швеции и программы высшего менеджмента Гарвардского университета, а также имеет степень бакалавра делового администрирования Стокгольмского университета. В вооружённых силах Швеции дослужился до звания майора.
Карьеру в автомобилестроительной отрасли начал в 1987 году, получив должность менеджера компании GM по взаимодействию с компанией Saab Automobile AB. В 1990 году назначен вице-президентом SAAB по закупкам. 
В 1993 году перевёлся обратно в GM в качестве исполнительного директора по закупкам электротехники, а в 1994 году возглавил направление по закупкам химических материалов. После нескольких лет работы на руководящих позициях в 1997 году  назначен на должность вице-президента по закупкам GM Европа. В 1999 году вернулся в Северную Америку, где возглавил группу по международным закупкам GM. С апреля 2007 по июнь 2009 года вице-президент GM Group по глобальной политике закупок и развитию сети поставщиков. 
В июне 2009 года покинул General Motors и стал советником Олега Дерипаски по автомобилестроению, также возглавив совет директоров предприятия Группа ГАЗ.
7 августа 2009 года назначен президентом «Группы ГАЗ». В этой должности должен был совместить разработку стратегии компании с руководством текущей операционной деятельностью. Перед ним была поставлена задача обеспечить оптимальное соотношение качества продукции и расходов всех уровней. 
Под его руководством «Группа ГАЗ» обновила модельный ряд в соответствии с современными требованиями рынка, начала реализацию совместных проектов с ведущими международными автопроизводителями и укрепила лидерство на рынке лёгкого коммерческого транспорта. В 2012 году «Группа ГАЗ» получила чистую прибыль 8,8 миллиарда рублей по МСФО, что на 3,5 % превысило показатель 2011 года.
С 5 ноября 2013 года Совет директоров ОАО «АвтоВАЗ» утвердил Андерссона президентом. Он вступил в должность 13 января 2014 года. С этого же времени Бу Андерссон стал председателем правления АвтоВАЗа.
Бу Андерссон объявил о своём уходе из АО "АвтоВАЗ" 17 февраля 2016 года. Он проработал в АвтоВАЗе до 3 апреля 2016 года, занимаясь передачей дел новому руководству. После ухода из АвтоВАЗа Андерссон возглавил Bo Group Enterprises и стал читать лекции по закупкам на курсе MBA в Линчёпингском университете.
С июля 2017 года стал директором компании Yazaki в Европе и Африке, а 3 марта 2018 в Северной и Центральной Америке.
С 23 августа 2021 года назначен генеральным директором АО «UzAuto Motors» и АО «UzAuto Motors Powertrain» в Узбекистане.

## Награды и почётные звания

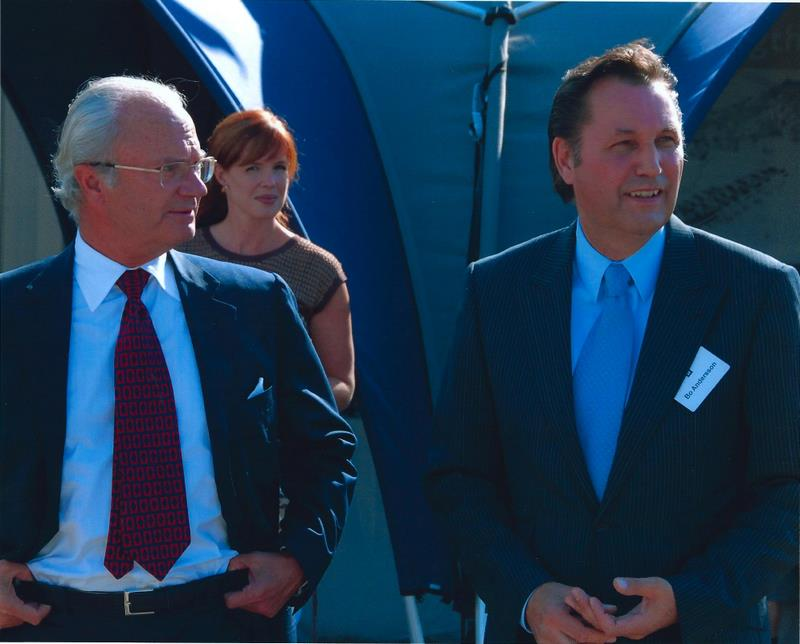
Бу Андерссон на встрече с Королём Швеции Карлом Густавом

- Получил премию «Топа-5 авто» в категории «автоперсона года» за достижения в автомобильной сфере 2015 года[9]
- Номинирован на звание «Профессионал года-2015» газетой «Ведомости»[10].
- Получил премию 13-го международного Российского автомобильного форума «Лучший выход на рынок в 2009 году». Форум учреждён институтом Адама Смита[11].
- Был признан «Лучшим руководителем 2010 года» в российской автомобильной промышленности на международном автомобильном форуме Адама Смита[12].
- В 2011 году признан лучшим руководителем автомобильной отрасли Европы в номинации «Развивающиеся рынки» в рамках ежегодного конкурса Eurostars Awards, который проводится автомобильным изданием Automotive News Europe для определения самых успешных лидеров европейской автоиндустрии.
- С 14 сентября 2012 года до 2016 являлся почётным консулом Королевства Швеции в Нижнем Новгороде[13].
- Получил награду журнала Automotive Supply Chain «За выдающиеся достижения 2012» «… за восстановление финансового положения „Группы ГАЗ“»[14].
- Получил премию международного Российского автомобильного форума 2013 года «За вклад в интеграцию российской автомобильной промышленности в мировую автомобильную промышленность»[15].

## Работа в АО АвтоВАЗ
В период руководства Бу Андерссоном на АвтоВАЗе произошли значительные изменения, а сам топ-менеджер привнёс на завод новый стиль управления и культуру. В первый же рабочий день Бу Андерссон распорядился навести чистоту во всех помещениях завода Одним из первых указаний Бу Андерссона в должности президента компании было распродать автопарк из 18 дорогих иномарок, на которых передвигались топ-менеджеры АвтоВАЗа. Сам Бу Андерссон пересел на частный джет для комфортного перелета в другие города России. Средства, вырученные от продажи этих авто (около 20 млн рублей) были потрачены на ремонт  туалетов. Кроме того, Андерссон сразу запретил проводить новогодние корпоративы за счёт предприятия и распорядился убрать комнатные цветы из служебных помещений. Также он ликвидировал научно-техническую библиотеку предприятия (около 600 тыс. томов), причём часть книжного фонда была передана Тольяттинскому машиностроительному колледжу.

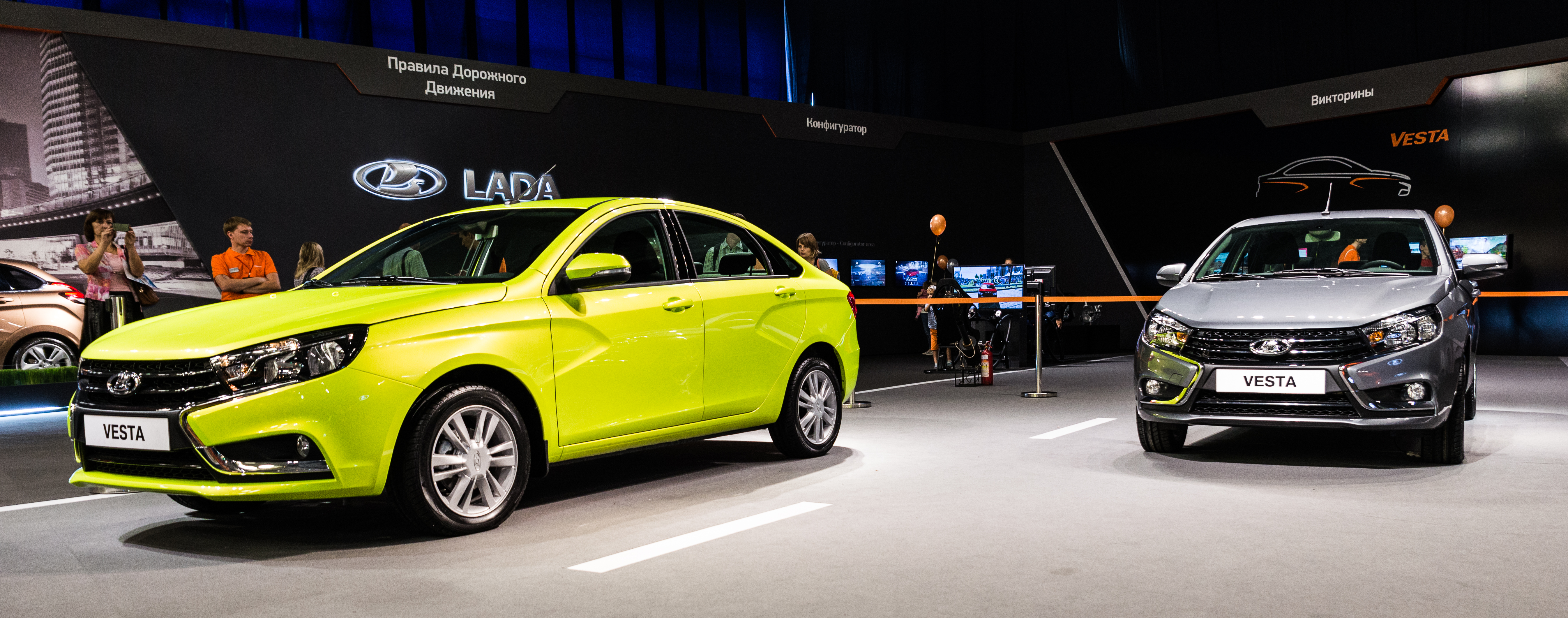
LADA Vesta на выставке Moto Expo 2015

Одной из ключевых проблем АвтоВАЗа, обозначенной Бу Андерсоном в начале вступления в должность, был имидж компании. Бу Андерсон запустил процесс смены корпоративного стиля компании, включающий обновление логотипа, корпоративную идентификацию дилеров, активизацию рекламной деятельности и проч.
Новая модель LADA Vesta получила максимальную оценку по итогам краш-теста «Авторевю» (4 звезды ARCAP). Таким образом, Lada Vesta вошла в число наиболее безопасных автомобилей на российском рынке. По итогам января 2016 года LADA Vesta вошла в десятку наиболее продаваемых автомобилей на российском рынке спустя всего два месяца после старта продаж.
При Андерссоне предприятие не стало прибыльным — по итогам 2015 года «АвтоВАЗ» понёс убыток на 73 млрд рублей. При этом большая часть убытка (42 млрд руб.) пришлась на бухгалтерские списания, произошедшие из-за кардинального снижения объёмов рынка. Также критики ставили в вину Бу Андерссону твёрдую политику по соблюдению стандартов качества поставщиков, в результате чего шведский топ-менеджер ввязался с ними в конфликт. Некоторые поставщики стали намеренно задерживать поставки, что неоднократно приводило к остановке конвейера. Бу Андерссон принял этот вызов и прекратил контракты с теми, кто оказался неспособен поставлять свою продукцию вовремя и по более низкой цене. Среди таких поставщиков оказались ОАО «Объединенные автомобильные технологии» и «Автоваз-агрегат». «Автоваз-агрегат» из-за расторжения контракта с автопроизводителем стал банкротом.
Одной из основных причин рекордного убытка АВТОВАЗа является снижение продаж его основных моделей LADA. 
Статистика это подтверждает: в 2015 году продажи LADA упали на 30,5% по сравнению с 2014 годом и составили 269 тыс. автомобилей. 

### Достижения
- Разработка и запуск в производство новых моделей LADA Vesta и LADA XRAY;
- Повышение цен на продукции[25];
- Создание центра удовлетворенности потребителей[26];
- Создание «Lada Академия» для дилеров[26];
- Массовые увольнения[26];
- Ремонт туалетов[27];
- Топ-менеджмент пересел на автомобили Лада[27].

Топ-менеджер добился значительных операционных изменений в компании:
- внедрил стандарты качества альянса Renault-Nissan и повысил качество выпускаемой продукции;
- снизил количество уровней менеджмента с девяти до пяти;
- повысил уровень стандартизации рабочих мест на заводе с целью увеличить эффективность;
- сократил численность работников предприятия на 37 % (с 77 тыс. чел. до 44,4 тыс. чел.), включая сокращение численности офисных сотрудников на 44 % (с 16 тыс. чел. до 8,9 тыс. чел.) и рабочих на 35 % (с 54,1 тыс. чел. до 35,4 тыс. чел.);
- снизил количество дочерних компаний.

### Критика
В августе 2015 года, из-за нарушения обязательств по поставкам, АО АвтоВАЗ расторгла договор с ОАО АвтоВАЗагрегат, заказы на продукцию были перераспределены между «ТПВ Рус» (словенская компания, с производством в г.Тольятти.) и «Лада Пласт», что стало одной из причин прекращения производства и поставок заводов группы компаний и признание её банкротства, что привело к социальному напряжению в городе, с перекрытием работниками трассы М-5.
В 2016 году ликвидировал дочернее общество Производство Технологического Оборудования ПТО ВАЗа ООО «Волжский механический завод» (ООО "ВМЗ") и Опытно-Промышленное Производство ООП ВАЗа. Ликвидация была связана с воссозданием производства оснастки и пресс-форм на АО АвтоВАЗ, директором производства стал бывший директор ООО "ВМЗ" Андрей Ежелев. В 2014 убыток ООО "ВМЗ" составлял 6,8 млрд. рублей при выручке 1,9 млрд. рублей. В 2019 году председатель Думы Тольятти, являющийся также представителем партии Единая Россия и генеральным директором ООО «АВТОВАЗ ПРОО», Николай Остудин в эфире интернет-телеканала назвал Бу Андерсона виновным в ликвидации Производства технологического оборудования и Опытно-промышленного производства ВАЗа в интересах Renault. Конкретные доводы и факты при этом приведены не были.

### Увольнение
Существует несколько версий причин увольнения[когда?][откуда?]:
- Приглашение на данную должность было умышленным и планировалось временным. Акционеры решили использовать для давно планируемого сокращения персонала третье лицо, а отставкой разрядить назревающее социальное недовольство в Тольятти[26].
- Сокращение большого количества людей[25].
- Отказ от российских поставщиков в пользу иностранных[26][25]
- Финансовые показатели компании[26][25]